# Юхнове
Юхно́ве — село в Україні, у Новгород-Сіверській міській громаді Новгород-Сіверського району Чернігівської області. Населення становить 275 осіб. До 2018 орган місцевого самоврядування — Горбівська сільська рада. 

## Історія
Відстань до райцентру становить близько 8 км і проходить автошляхом Р65.
Інша назва села — Юхнів.
На честь села названо Юхнівську культуру (VI—III століття до н. е.), знайдену в другій половині XIX ст. біля села археологом Д. Самоквасовим. Були знайдені залишки земляних та дерев'яних укріплень, житлових та господарських будівель, численні побутові речі.
У 1634 році село подароване Івану Вронському королем Владиславом IV за доблесть у війні з Московією.
Власник села Юхнове майор Василь Ханенко вказав в опису 1768 р., що його деревня Юхнове розташована за 7 верст від сотенного містечка Новгородка. Усі юхнівські козаки були козаками з предків, з «издревле» визначеними козацькими нивами, сінокосами, гаями…
12 червня 2020 року, відповідно до розпорядження Кабінету Міністрів України № 730-р «Про визначення адміністративних центрів та затвердження територій територіальних громад Чернігівської області», увійшло до складу Новгород-Сіверської міської громади.
19 липня 2020 року, в результаті адміністративно - територіальної реформи та ліквідації колишнього Новгород-Сіверського району, село увійшло до новоствореного Новгород-Сіверського району Чернігівської області.

## Населення

### Мова
Розподіл населення за рідною мовою за даними перепису 2001 року:
| Мова       | Кількість | Відсоток |
| ---------- | --------- | -------- |
| російська  | 152       | 55.27%   |
| українська | 122       | 44.36%   |
| білоруська | 1         | 0.37%    |
| Усього     | 275       | 100%     |